# Janez Detd.
Janez Detd. is een Vlaamse punkband uit Grembergen (Dendermonde) in Oost-Vlaanderen.

## Biografie
Janez Detd. werd in 1994 opgericht als Jane's Detd.(afkorting van Jane is determined) door bandleden Bob en Bones (Nikolas). De band kreeg al snel succes en na opname van een demo werd de band gevraagd door het label Green Leaf Records, waar ook de band The Gwyllions getekend was, of ze een mcd op wilde nemen. Deze mcd, Dignity & Teeth, werd een succes.
Hierna raakten meer platenlabels geïnteresseerd in Janez Detd., maar de band koos voor het onafhankelijke I Scream Records om hun nieuwe cd, Bleenies And Blockheads, uit te brengen. Deze cd bracht hen een bescheiden radiohitje op met Beaver Fever. Ze wonnen de trofee voor Meest Geboekte Band en werden genomineerd voor Beste Live Act bij de Zamu-awards. De band trad behalve in België ook een aantal keren op in Duitsland, Polen, Oostenrijk, Nederland en Zwitserland.
In 1999 werd de overstap gemaakt naar het label Virgin Music, waar ze Janez Detd. (het album) uitbrachten. Op deze plaat staan onder andere de singles Rock On, Summers Gone en de a-ha-cover Take On Me. Het album laat een duidelijke invloed van de Beach Boys en Phil Spector horen. Eind 2000 kreeg Janez Detd. de TMF-Award voor meest veelbelovende artiest.
13 november 2001 was een zwarte dag in de geschiedenis van Janez Detd., omdat werd ingebroken in het repetitielokaal en alle instrumenten werden gestolen. Het verdere bestaan van de groep was in gevaar, tot de Belgische muziekscene haar solidariteit betoonde. Er werd een benefietconcert georganiseerd, waar verscheidene groepen zoals Gorki, De Mens, Circle, Zornik en .Calibre hun steun betuigden. Ook TMF en Studio Brussel stonden achter dit initiatief. Zo kon de band dus toch nog verder spelen.
Er volgde een personeelswisseling, de leden Bob en Wim werden vervangen door gitarist Lennart en bassist Joeri (ex-Waxflower). In deze bezetting brachten ze in 2003 het album Anti-Anthems uit. Hierop staan onder meer de hitsingles Anti-Anthem, Raise Your Fist en de Mano Negra-cover Mala Vida. Met dit album wonnen ze twee TMF Awards (beste rock en beste album). Door het overweldigende succes kregen de jongens de kans om te toeren met groepen als The Offspring, Good Charlotte, Limp Bizkit en The Distillers, en stonden ze op festivals als Rock Werchter, Dour, Marktrock, Suikerrock en Lokerse Feesten.
In 2005 brachten ze hun album Killing me uit, met hierop de singles "Deep", "Killing me", "Breaking the waves". De single "Deep" stond verscheidene weken op nummer 1 in de Afrekening (Studio Brussel).
In 2006 verliet gitarist Lennart de band omdat hij de kans kreeg bij een band te gaan spelen in de VS. Hij werd tijdelijk vervangen door Thijs (ex-Aborted) en definitief vervangen door Tim Toegaert (ex-Dearly Deported).
In oktober 2006 stapte geheel onverwacht ook bassist Joeri Van Vaerenbergh op. Janez Detd. speelde enkele (succesvolle) shows met drie (Nikolas speelde basgitaar). Een nieuwe bassist, Thomas Maes, voegde zich bij de band begin 2007.
De band ging in november 2007 naar New York. Ze huisden er twee maanden in de Union City-studio samen met Jesse Cannon onder andere bekend door zijn werk met onder meer Limp Bizkit, Bad Religion, The Cure en The Dillenger Escape Plan.
Voor dit nieuwe album ging de band op zoek naar de perfecte mix tussen de poppy flair van de eerste Janez Detd.-albums en een hedendaags gitaargeluid. De band nam in New York ook twee video's op met Isaac Leeny. De verschijning van het album werd gevierd met een concert in de AB, een optreden in de Trix te Antwerpen en een show in Aarschot.
De punkers uit de Denderstreek wisten met hun album For Better For Worse heel wat succes te boeken. De opbrengst van de single "Your Love", een cover van The Outfield, schonken ze integraal aan Wings For Life. Een organisatie die onderzoek doet naar ruggengraatletsels en verlammingen en waar Nikolas peter van is.
Ook trok het viertal naar Madrid ter gelegenheid van het internationale Red Bull X-Fighters-toernooi. Een kampioenschap voor free-style motorcross. Janez Detd. werd er gevraagd als 'Entertainment of the Evening'. 
Dit evenement ging door in Las Ventas Arena, een arena waar zo'n 23.000 man aanwezig waren.
Op de nationale feestdag mochten Nikolas en co. spelen voor de Belgische troepen voor Camp Scorpio in Libanon.
Op 2 oktober kondigde Activision de samenwerking met Janez Detd, in verband met hun nieuwe gametitel 'Guitar Hero – World Tour' aan. De band zal officieel worden voorgesteld op een exclusieve showcase in Brussel op donderdag 6 november 2008, waarbij ze voor één keer hun vertrouwde muziekinstrumenten zullen inruilen voor de Guitare Hero micro, drums en gitaren. De game zal beschikbaar zijn op de PlayStation 2, PlayStation 3, Xbox 360 en de Wii.
Janez Detd. heeft ondertussen alweer heel wat gigs gespeeld, waaronder de Converse-tour van de lage landen.
Op 17 juli 2009 mochten ze voor het tweede jaar op rij in Madrid optreden voor de Red Bull X-Fighters-manche. Dit omwille van de vele positieve reacties van publiek én rijders vorig jaar. De Las Ventas Arena was uitverkocht aan ongeveer 25.000 enthousiaste Spanjaarden.
Op 2 september 2009 kondigde Janez Detd. aan dat ze het Punkgenre voor bekeken houden en een nieuwe richting willen inslaan. Eerst volgt er echter nog een tour van 15 shows (één voor elk bestaansjaar van de band) doorheen België en Nederland. En komt er ook een gratis cd die de titel 15 Years Of Fame meekreeg en 15 van hun grootste hits bevat.
Op 10/11 oktober 2009 won Janez Detd. de TMF Lifetime Achievement Award.
Janez Detd. speelde op 9 januari 2010 hun laatste "Punk"-show in JH Den Traveir te Ledegem. In maart van 2011 valt er op de site van hun booker Peter Verstraelen te lezen dat de jongens zichzelf nu CirCo laten noemen.
De frontman van Janez Detd. laat zich vanaf heden omringen door een tiental muzikanten. Zijn orquesta bestaat uit onder andere een vierkoppige blazerssectie, extra percussie, toetsen en uiteraard massa’s gitaren. O.a. Yorgi Gritzelis (sax), die ook bij de Deinse skaband Zebras are Timeless speelt, werd toegevoegd. Met CirCo zorgen ze samen voor een stuwende pletwals van latin, ska, balkan en reggae.
Helaas betekent deze ommezwaai ook dat Tim Toegaert de band alweer verlaat en zich nu volledig concentreert op zijn andere projecten zoals bv. De Fanfaar, Wearelions en Lordi and the Rings.
Ook Thomas Maes verlaat de groep in 2012 in functie van zijn gezin.
Maes wordt vervangen door oudgediende Joeri Van Vaerenbergh.
In 2015 start een fan een Facebookgroep en zet de band onder druk om bij 3000 likes een eenmalige punkrock reünieshow te spelen om het 20-jarig bestaan van de band te vieren. Janez Detd hapt na een paar maanden van twijfel toch toe mits één voorwaarde: de zaal moet vol zitten.  Dit vormt echter geen probleem want De Vooruit wordt uitverkocht in minder dan 48 uur.
Op 10 april 2015 staat Janez Detd in een afgeladen volle De Vooruit in Gent. Alle hits, alle meezingers, alle punkrocksongs uit de jeugdjaren, worden afwisselend gespeeld door zo goed als alle leden die de band ooit had.  Wegens het enorme succes wordt er beslist om ook op de Lokerse Feesten en Crammerock te spelen.
Janez Detd. gaat terug met L&S Agency in zee en beslist ook in 2016 een paar reünieconcerten te doen.
Daarnaast richten ze ook Punk Rock High School op, met dit project brengen ze hulde aan hun muzikale voorbeelden.
Op 1 juli 2016 werd de laatste cd uitgebracht. Deze kreeg als titel "From the Secret Vaults of Dorkshire" en bevat vergeten B-kantjes, demos en oude live-opnames.

## Leden
- Nikolas Van der Veken  - slaggitaar en zang
- Bram Steemans  - drums
- Wim Vanhenden - gitaar, achtergrondzang
- Joeri Van Vaerenbergh - basgitaar
- Tim Toegaert - slaggitaar en achtergrondzang
- Bob Haentjens - basgitaar

### Ex-leden
- Lennart Bossu - gitaar en achtergrondzang
- Thijs De Cloedt - gitaar en achtergrondzang
- Thomas Maes  - basgitaar en achtergrondzang
- Dimitri Vinck - gitaar

## Discografie

#### Cd's
- Dignity And Teeth (maxi-cd, Green Leaf Records, 1996)
- Bleenies And Blockheads (cd, I Scream Records, 1998)
- Janez Detd. (cd, Cabalero/Virgin, 2000)
- Anti Anthems (cd, Cabalero/Virgin, 2003)
- Killing Me (2005)
- Like Cold Rain Kills A Summerday (2006)
- For Better For Worse (2008)
- 15 Years Of Fame (2009)
- From the Secret Vaults of Dorkshire (2016)

#### Speciale uitgaven
- Bleenies And Blockheads (Japanse versie)
- Anti Anthem (Japanse versie)

#### Singles
- Walk Away
- Beaver Fever
- Saturday
- Rock On
- Take On Me
- Lisa (She's A Herpie)
- Summer's Gone
- Anti-Anthem
- Mala Vida
- Allright
- Raise Your Fist
- Killing Me
- Deep
- Breaking The Waves
- Crossed Your Heart
- My Life / My Way
- Your Love
- Not Ok
- Obey The Beat (Janez Detd. Circo)

#### Tracks op compilaties
- Anti-Anthem op Bel 2000 (2000 > 2004) (2009)
- Anti-Anthem op The Attack Of The Flaming Penguin (2003)
- Beaver Fever op Midem 1999 (1999)
- Beaver Fever op Ready To Scroll (1998)
- Beaver Fever op Het beste uit de Belpop van 1998 (2006)
- Beaver Fever op 't Gaat Vooruit '98 (1998)
- Dispicable op The Best Of Belgium: Belgium's Best Punkbands! (1996)
- Dorkshire op 5 Years Of Blood, Sweat and Tears (1999)
- Inferior op Teneramunda (1994)
- Jealous op The best Of Belgium: Belgium's Best Punkbands! (1996)
- Killing Me op I Scream Summer Sampler '06 (2006)
- Kung-Fu vs To-fu op Elements (1999)
- Lisa (She's A Herpie) op Humo's Alle 2000 Goed (2000)
- Mala vida op De Afrekening (Vol. 32) (2003)
- Ne Me Quitte Pas op Puur Brel (2003)
- Need Some Time op Te Gek?! (Vol. 2) (2006)
- Not OK op Converse - The Mixtape (Vol. 1) (2010)
- Raise Your Fist op De Afrekening (Vol. 30) (2003)
- Rock On! (Debbie's A Spaz!) op Labels Sampler (2000)
- Rock On! (Debbie's A Spaz!) op Experience Music (2001)
- Rock On! (Debbie's A Spaz!) op Great Rock And Pop Music From Flanders (2001)
- Summer's Gone op Bel 2000 (2000 > 2004) (2009)
- Take On Me op Hit Club (2000.4) (2000)
- Take On Me op Bel 2000 (2000 > 2004) (2009)
- Veggie op The best Of Belgium: Belgium's Best Punkbands! (1996)

## Tracklist

### Dignity and Teeth
1. Pervert Jay
2. Jealous
3. Rockstar Stress
4. Victim (I Used To Be)
5. Wreck

### Bleenies and Blockheads
Standaardeditie
1. Kung Fu vs. Tofu
2. Beaver Fever
3. Fake P.
4. U.Z.O.
5. Saturday
6. Dorkshire
7. Bunani (instrumentaal)
8. Walk Away
9. So Thin...
10. Nursing
11. Kool
12. Victim (I Used To Be)

Japanse editie
1. Kung Fu vs. Tofu
2. Beaver Fever
3. Fake P.
4. U.Z.O.
5. Saturday
6. Dorkshire
7. Bunani (instrumentaal)
8. Walk Away
9. So Thin...
10. Nursing
11. Kool
12. Victim (I Used To Be)
13. Kids Are United

### Janez Detd.
1. Kick Off
2. Angeline
3. Rock On! (Debbie's A Spaz!)
4. Going Mental
5. Old Enough
6. Hey Myron!
7. Roy Rogers (instrumentaal)
8. Take On Me (a-ha cover) (geschreven door Magne Furuholmen, Morten Harket en Pål Waaktaar)
9. Ferdy
10. Lisa (She's a Herpie)
11. Summer's Gone (And So Is Q107 FM)
12. Heins 57
13. Coming Up Next Time: Tosshead - Late-Gone-Left - René - Shut Up - Me & You
14. Untitled

### Anti-Anthems
Standaardeditie
1. Raise Your Fist
2. Class of '92
3. Anti-Anthem
4. Individuality
5. Falling (Will I Ever Come Across Another You?)
6. Kids Today
7. Blame
8. Allright (One More Shot)
9. Don't Forget
10. Major Mistake
11. FM Invasion
12. Mala Vida (geschreven door Manu Chao)
13. Tonight + Dead End
14. Anti-Anthem (video)

Japanse editie
1. Raise Your Fist
2. Class of '92
3. Anti-Anthem
4. Individuality
5. Falling (Will I Ever Come Across Another You?)
6. Kids Today
7. Blame
8. Allright (One More Shot)
9. Don't Forget
10. Major Mistake
11. FM Invasion
12. Mala Vida (geschreven door Manu Chao)
13. Tonight
14. Dead End
15. Rock On (live)
16. Anti Anthem (live)

2021 heruitgave
1. Raise Your Fist
2. Class of '92
3. Anti-Anthem
4. Individuality
5. Falling (Will I Ever Come Across Another You?)
6. Kids Today
7. Blame
8. Allright (One More Shot)
9. Don't Forget
10. Major Mistake
11. FM Invasion
12. Mala Vida (geschreven door Manu Chao)
13. Tonight
14. Dead End
15. Anti-Anthem (Live @ Rock Werchter)

### Killing Me
Standaardeditie
1. The Tide Rises (The Tide Falls)
2. Killing Me (II)
3. Deep
4. Killing Me (I)
5. In These Days
6. Crossed You Heart
7. Fires To Come
8. Die For You
9. Lack Of Shame
10. Death Alone (From Death Can Save)
11. Breaking The Waves
12. Killing Me (III)
13. Until The End Of The World (I Will Always Love You)
14. The One

Amerikaanse editie (Like Cold Rain Kills A Saturday Rain)
1. Killing Me (II)
2. Anti Anthem
3. Deep
4. In These Days
5. Killing Me (I)
6. Raise Your Fist
7. Allright (One More Shot)
8. Crossed Your Heart
9. Die For You
10. Kids Today
11. Breaking The Waves
12. FM Invasion
13. Fires To Come
14. Mala Vida (geschreven door Manu Chao)

### 8ight Kids (mini-album, samen met Hybrid-180)
1. Don't Make An End By Yourself (uitgevoerd door Hybrid-180)
2. River (uitgevoerd door Hybrid-180)
3. Rhapsody (uitgevoerd door Hybrid-180)
4. Rock On! (Debbie's A Spaz!) (uitgevoerd door Janez Detd.)
5. Take On Me (a-ha cover) (uitgevoerd door Janez Detd. - geschreven door Magne Furuholmen, Morten Harket en Pål Waaktaar)
6. Raise Your Fist (uitgevoerd door Janez Detd.)

### For Better For Worse
1. For Better For Worse
2. My Life/My Way
3. Without You
4. You!
5. Broken
6. Goodbye
7. I Hate You (Yes, I'm Judging You!)
8. Take 5 (How To Survive High School Without Any Real Friends)
9. Your Love (I Don't Wanna Lose Tonight)
10. Hilmont High School (I Pledge Allegians To JD)
11. Never Last (All Our Friends Hate Us For This)
12. 1983
13. The Truth (Please Give Me Some Truth)
14. I Want You

### 15 Years Of Fame
1. Beaver Fever
2. Saturday
3. Rock On! (Debbie's A Spaz!)
4. Lisa (She's a Herpie)
5. Take On Me (a-ha cover) (geschreven door Magne Furuholmen, Morten Harket en Pål Waaktaar)
6. Summer's Gone (And So Is Q107 FM)
7. Anti-Anthem
8. Raise Your Fist
9. Mala Vida (geschreven door Manu Chao)
10. Allright (One More Shot)
11. Killing Me
12. Deep
13. Breaking The Waves
14. Crossed Your Heart
15. Your Love (live)